# Derolathrus atomus
Derolathrus atomus är en skalbaggsart som beskrevs av Sharp in Sharp och Scott 1908. Derolathrus atomus ingår i släktet Derolathrus och familjen Jacobsoniidae. Inga underarter finns listade i Catalogue of Life.